# Somatochlora georgiana
Somatochlora georgiana är en trollsländeart som beskrevs av Walker 1925. Somatochlora georgiana ingår i släktet glanstrollsländor, och familjen skimmertrollsländor. IUCN kategoriserar arten globalt som otillräckligt studerad. Inga underarter finns listade i Catalogue of Life.